# Fußball-Weltmeisterschaft 1954/Brasilien
Dieser Artikel behandelt die brasilianische Fußballnationalmannschaft bei der Fußball-Weltmeisterschaft 1954.

## Qualifikation
| 28. Februar 1954 | - | Chile     | - | Brasilien | 0:2 | - | Tore: Baltazar (2)                                                   |
| 7. März 1954     | - | Paraguay  | - | Brasilien | 0:1 | - | Tor: Baltazar                                                        |
| 14. März 1954    | - | Brasilien | - | Chile     | 1:0 | - | Tor: Baltazar                                                        |
| 21. März 1954    | - | Brasilien | - | Paraguay  | 4:1 | - | Tore: Brasilien: Julinho (2), Baltazar, Maurinho; Paraguay: Martínez |

## Brasilianisches Aufgebot
| Nr.               | Name                 | Verein vor WM-Beginn      | Geburtstag | Spiele   | Tore     | Platzverweise |          |
| Torhüter          | Torhüter             | Torhüter                  | Torhüter   | Torhüter | Torhüter | Torhüter      | Torhüter |
| ----------------- | -------------------- | ------------------------- | ---------- | -------- | -------- | ------------- | -------- |
| 1                 | Carlos José Castilho | Fluminense Rio de Janeiro | 27.11.1927 | 3        | 0        | 0             |          |
| 21                | Veludo               | Fluminense Rio de Janeiro | 07.08.1930 | 0        | 0        | 0             |          |
| 22                | Cabeção              | Corinthians São Paulo     | 23.08.1930 | 0        | 0        | 0             |          |
| Abwehrspieler     |                      |                           |            |          |          |               |          |
| 2                 | Djalma Santos        | Portuguesa de Desportos   | 27.02.1929 | 3        | 1        | 0             |          |
| 3                 | Nílton Santos        | Botafogo FR               | 16.05.1925 | 3        | 0        | 1             |          |
| 4                 | Brandãozinho         | Portuguesa de Desportos   | 09.06.1925 | 3        | 0        | 0             |          |
| 6                 | José Carlos Bauer    | FC São Paulo              | 21.11.1925 | 3        | 0        | 0             |          |
| 12                | Paulinho             | CR Vasco da Gama          | 15.04.1932 | 0        | 0        | 0             |          |
| 13                | Alfredo              | FC São Paulo              | 27.10.1924 | 0        | 0        | 0             |          |
| 15                | Mauro Ramos          | FC São Paulo              | 30.08.1930 | 0        | 0        | 0             |          |
| Mittelfeldspieler |                      |                           |            |          |          |               |          |
| 5                 | Pinheiro             | Fluminense Rio de Janeiro | 13.01.1932 | 3        | 0        | 0             |          |
| 8                 | Didi                 | Fluminense Rio de Janeiro | 08.10.1928 | 3        | 2        | 0             |          |
| 16                | Dequinha             | Flamengo Rio de Janeiro   | 19.03.1928 | 0        | 0        | 0             |          |
| 14                | Ely                  | Sport Recife              | 14.05.1921 | 0        | 0        | 0             |          |
| Stürmer           |                      |                           |            |          |          |               |          |
| 7                 | Julinho              | Portuguesa de Desportos   | 29.07.1929 | 3        | 2        | 0             |          |
| 9                 | Baltazar             | Corinthians São Paulo     | 14.01.1926 | 2        | 1        | 0             |          |
| 10                | Pinga                | CR Vasco da Gama          | 11.02.1924 | 2        | 2        | 0             |          |
| 11                | Rodrigues            | Palmeiras São Paulo       | 27.06.1925 | 2        | 0        | 0             |          |
| 17                | Maurinho             | FC São Paulo              | 06.06.1933 | 1        | 0        | 0             |          |
| 18                | Humberto             | Palmeiras São Paulo       | 04.02.1934 | 1        | 0        | 1             |          |
| 19                | Índio                | Flamengo Rio de Janeiro   | 01.03.1931 | 1        | 0        | 0             |          |
| 20                | Rubens               | Flamengo Rio de Janeiro   | 24.11.1928 | 0        | 0        | 0             |          |
| Trainer           |                      |                           |            |          |          |               |          |
|                   | Zezé Moreira         |                           | 16.10.1907 |          |          |               |          |

## Spiele der brasilianischen Mannschaft

### Vorrunde
- Brasilien -  Mexiko 5:0 (4:0)

Stadion: Stade des Charmilles (Genf)
Zuschauer: 13.000
Schiedsrichter: Wyssling (Schweiz)
Tore: 1:0 Baltazar (23.), 2:0 Didi (30.), 3:0 Pinga (34.), 4:0 Pinga (43.), 5:0 Julinho (69.)
- Brasilien -  Jugoslawien 1:1 n. V. (1:1, 0:0)

Stadion: Stade Olympique de la Pontaise (Lausanne)
Zuschauer: 40.000
Schiedsrichter: Faultless (Schottland)
Tore: 0:1 Zebec (48.), 1:1 Didi (69.)
Das Eröffnungsspiel in Lausanne bestritten mit Jugoslawien und Frankreich zwei Teams aus der Gruppe I. Bereits in der 15. Minute schoss Milutinovic das Tor des Tages zum 1:0-Erfolg für die Jugoslawen. Danach musste sich Brasilien gegen den Außenseiter aus Mexiko durchsetzen, was mit einem 5:0-Sieg überzeugend gelang. Eine spannende Partie wurde die Auseinandersetzung zwischen den beiden Siegern des 1. Spieltages, Brasilien und Jugoslawien. Nach 120 Minuten stand es 1:1 durch die Tore des späteren, zweifachen Weltmeisters Didi und durch den späteren Bundesliga-Trainer Branko Zebec. Damit waren beide Mannschaften qualifiziert, denn der gleichzeitige 3:2-Erfolg Frankreichs über Mexiko half den Franzosen nicht zum Weiterkommen. Jugoslawien wurde am Ende durch einen Losentscheid Gruppensieger vor den punktgleichen Brasilianern. 

### Viertelfinale
| 60.000 | Wankdorfstadion (Bern) | Ungarn | Brasilien | Ellis (England) | 4:2 (2:1) | 1:0 Hidegkuti (4.) 2:0 Kocsis (7.) 2:1 Djalma Santos (18.) 11m 3:1 Lantos (60.) 3:2 Julinho (65.) 4:2 Kocsis (88.) |

Die "Schlacht von Bern" - als ruppigste Begegnung des Turniers blieb der 4:2-Sieg von Ungarn über Vize-Weltmeister Brasilien in Erinnerung. Die Brasilianer verloren Nilton Santos und Humberto, die Ungarn József Bozsik durch Platzverweis. Nach der Partie prügelten sich die Beteiligten in den Kabinengängen weiter. Doch wieder hatten die Ungarn das bessere Team gestellt und ihre Favoritenrolle auf den Titel untermauert. 